# Ново-Черкасово
Но́во-Черка́сово — деревня в Шатурском муниципальном районе Московской области, в составе сельского поселения Пышлицкое. Расположена в юго-восточной части Московской области в 1,5 км к западу от озера Дубового. Входит в культурно-историческую местность Ялмать. Деревня известна с середины XIX века.
Население — 16 чел. (2013).

## Название
На картах XIX века деревня обозначена как Нов. Черкасова (1850 год) и Н. Черкасова (1871 год). В списке населённых мест 1862 года упоминается как Черкасово новое, в более поздних источниках — Ново-Черкасово
Наименование деревни происходит от названия расположенной рядом деревни Старо-Черкасово (ранее — Черкасово), часть жителей которой была выселена в новую деревню, получившей название Ново-Черкасово.
Неофициальные названия деревни — Ненурово, Монголия.

## Физико-географическая характеристика
Деревня расположена в пределах Мещёрской низменности, относящейся к Восточно-Европейской равнине, на высоте 118 м над уровнем моря. Рельеф местности равнинный. Со всех сторон деревня, как и большинство соседних селений, окружена полями. В 1,5 км к востоку от деревни расположено озеро Дубовое, одно из Клепиковских озёр, через которые протекает река Пра.
По автомобильной дороге расстояние до МКАД составляет около 173 км, до районного центра, города Шатуры, — 59 км, до ближайшего города Спас-Клепики Рязанской области — 27 км, до границы с Рязанской областью — 11 км. Ближайший населённый пункт — деревня Старо-Черкасово, расположенная в 500 м к юго-востоку от Ново-Черкасово.
Деревня находится в зоне умеренно континентального климата с относительно холодной зимой и умеренно тёплым, а иногда и жарким, летом. В окрестностях деревни распространены торфянисто- и торфяно-подзолистые и торфяно-болотные почвы с преобладанием суглинков и глин.
В деревне, как и на всей территории Московской области, действует московское время.

## История

### 1855—1917

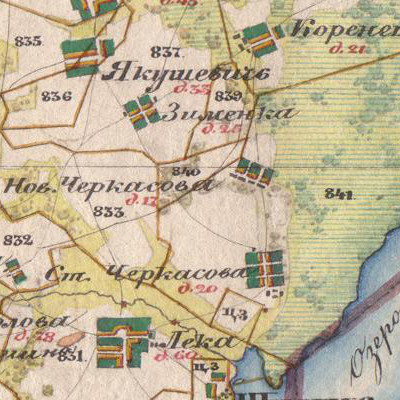
Деревня Ново-Черкасово на карте 1850 года

В середине XIX века часть жителей деревни Черкасово была выселена за 3/4 версты, в результате образовалась новая деревня Ново-Черкасово.
По данным X ревизии 1858 года, деревня принадлежала подпоручику Петру Алексеевичу Огареву.
По сведениям 1859 года Черкасово новое — владельческая деревня 1-го стана Егорьевского уезда по левую сторону Касимовского тракта, при колодцах.
На момент отмены крепостного права владельцем деревни был помещик Огарев.
После реформы 1861 года из крестьян деревни было образовано одно сельское общество, которое вошло в состав Лекинской волости.
В 1885 году был собран статистический материал об экономическом положении селений и общин Егорьевского уезда. В деревне было общинное землевладение. Земля была поделена по работникам. Практиковались переделы мирской земли — пашня делилась каждые 2-3 года. Луга делились ежегодно. В общине был дровяной лес, который рубили ежегодно на дрова. Надельная земля состояла из двух участков, отделённых один от другого чужими владениями. Дальние полосы отстояли от деревни в 1 версте. Пашня была разделена на 36 участков. Длина душевых полос от 20 до 40 сажень, а ширина от 1,5 до 2 аршин. Земли не хватало, и 5 домохозяев арендовали 4 десятины пашни и луга за 49 рублей.
Почвы были песчаные и илистые. Пашни ровные и низменные. Луга — болотистые по берегам озёр. Прогоны были неудобные, в связи с чем общине приходилось платить за проход по чужим полям. В деревне было 2 плохих пруда и 11 колодцев с хорошей и постоянной водой. Своего хлеба не хватало, поэтому его покупали в селе Спас-Клепиках. Сажали рожь, овёс, гречиху и картофель. У крестьян было 20 лошадей, 43 коровы, 171 овца, 27 свиней, а также 15 плодовых деревьев, пчёл не держали. Избы строили деревянные, крыли деревом и железом, топили по-белому.
Деревня входила в приход села Шеино (Казанское). Ближайшая школа находилась в деревне Леке. Рядом с деревней имелся кабак на земле крестьян деревни Коренец. Главным местным промыслом среди женщин было вязание сетей для рыбной ловли. Все мужчины зимой занимались рыбной ловлей, но постоянных рыболовов было только два. На заработки уходили 35 плотников преимущественно в Москву.
По данным 1905 года основным отхожим промыслом в деревне оставалось плотничество. Ближайшее почтовое отделение и земская лечебница находились в селе Архангельском.

### 1917—1991
В 1919 году деревня Ново-Черкасово в составе Лекинской волости была передана из Егорьевского уезда во вновь образованный Спас-Клепиковский район Рязанской губернии. В 1921 году Спас-Клепиковский район был преобразован в Спас-Клепиковский уезд, который в 1924 году был упразднён. После упразднения Спас-Клепиковского уезда деревня передана в Рязанский уезд Рязанской губернии. В 1925 году произошло укрупнение волостей, в результате которого деревня оказалась в укрупнённой Архангельской волости. В ходе реформы административно-территориального деления СССР в 1929 году деревня вошла в состав Дмитровского района Орехово-Зуевского округа Московской области. В 1930 году округа были упразднены, а Дмитровский район переименован в Коробовский.
В 1930 году деревня Ново-Черкасово входила в Лекинский сельсовет Коробовского района Московской области.
В начале 30-х годов в деревне был организован колхоз «Новая жизнь». Известные председатели колхоза: Медведев (1934—1935 гг.), Ерёмина (1940 год), Карпова Т. К. (1940 год), Ерёмина (1942 год), Стенина (1946 год), Смирнов (1948 год).
Дети из деревни Ново-Черкасово посещали школу, расположенную в деревне Леке.
Во время Великой Отечественной войны в армию были призваны 19 жителей деревни. Из них 4 человек погибли, 12 пропали без вести.

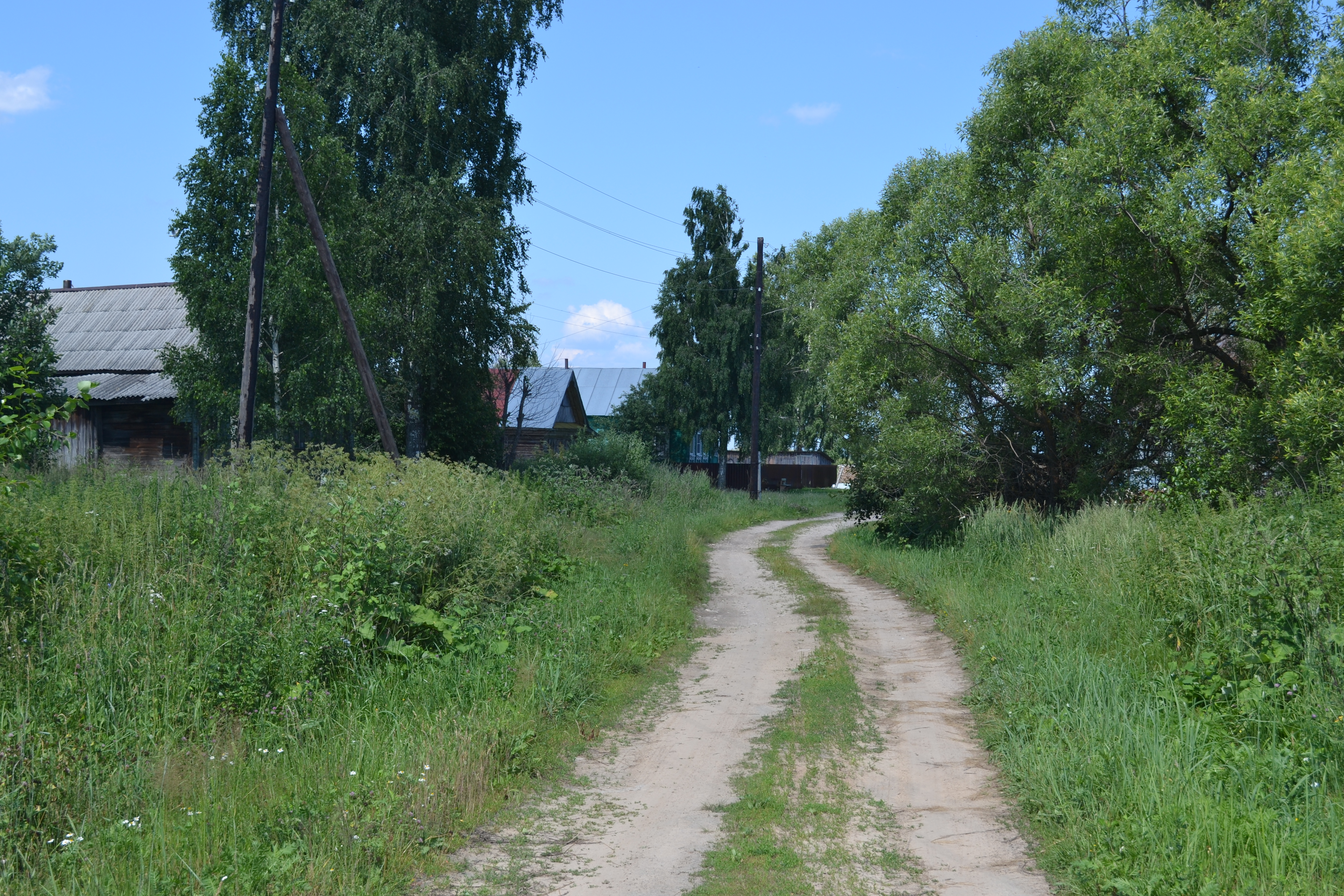
Улица в деревне

В 1951 году было произведено укрупнение колхозов, в результате которого деревня Ново-Черкасово вошла в колхоз «Путь Ильича».
3 июня 1959 года Коробовский район был упразднён, Лекинский сельсовет передан Шатурскому району.
В 1960 году был создан совхоз «Пышлицкий», в который вошли все соседние деревни, в том числе Ново-Черкасово.
С конца 1962 года по начало 1965 года Ново-Черкасово входило в Егорьевский укрупнённый сельский район, созданный в ходе неудавшейся реформы административно-территориального деления, после чего деревня в составе Лекинского сельсовета вновь передана в Шатурский район.

### С 1991 года
В 1994 году в соответствии с новым положением о местном самоуправлении в Московской области Лекинский сельсовет был преобразован в Лекинский сельский округ. В 2004 году Лекинский сельский округ был упразднён, а его территория включена в Пышлицкий сельский округ. В 2005 году образовано Пышлицкое сельское поселение, в которое вошла деревня Ново-Черкасово.

## Население
| 1858 | 1859 | 1868 | 1885 | 1905 | 1970 | 1993 |
| ---- | ---- | ---- | ---- | ---- | ---- | ---- |
| 124  | ↗125 | ↗149 | ↗180 | ↗191 | ↘106 | ↘31  |
| 2002 | 2006 | 2010 | 2011 | 2013 |      |      |
| ↘22  | ↘21  | ↘15  | ↗19  | ↘16  |      |      |

В переписях за 1858 (X ревизия), 1859 и 1868 годы учитывались только крестьяне. Число дворов и жителей: в 1850 году — 17 дворов; в 1858 году — 63 муж., 61 жен.; в 1859 году — 18 дворов, 63 муж., 62 жен.; в 1868 году — 23 двора, 73 муж., 76 жен.
В 1885 году был сделан более широкий статистический обзор. В деревне проживало 180 крестьян (27 дворов, 85 муж., 95 жен.), из 36 домохозяев 9 не имели своего двора. На 1885 год грамотность среди крестьян деревни составляла 18 % (33 человека из 180), также было 9 учащихся (8 мальчиков и 1 девочка).
В 1905 году в деревне проживало 191 человек (30 дворов, 97 муж., 94 жен.). Со второй половины XX века численность жителей деревни постепенно уменьшалась: в 1970 году — 34 двора, 106 чел.; в 1993 году — 24 двора, 31 чел.; в 2002 году — 22 чел. (10 муж., 12 жен.).
По результатам переписи населения 2010 года в деревне проживало 15 человек (7 муж., 8 жен.), из которых трудоспособного возраста — 4 человека, старше трудоспособного — 10 человек, моложе трудоспособного — 1 человек.
Жители деревни по национальности в основном русские (по переписи 2002 года — 95 %).
Деревня входила в область распространения Лекинского говора, описанного академиком А. А. Шахматовым в 1914 году. Некоторые особенности говора до сих пор встречаются в речи старшего поколения.

## Социальная инфраструктура
Ближайшие предприятия торговли, дом культуры и операционная касса «Сбербанка России» расположены в селе Пышлицы. Ближайшая библиотека — в деревне Лека. Медицинское обслуживание жителей деревни обеспечивают фельдшерско-акушерский пункт в Леке, Пышлицкая амбулатория, Коробовская участковая больница и Шатурская центральная районная больница. Ближайшее отделение скорой медицинской помощи расположено в Дмитровском Погосте. Среднее образование жители деревни получают в Пышлицкой средней общеобразовательной школе.
Пожарную безопасность в деревне обеспечивают пожарные части № 275 (пожарный пост в деревне Евлево) и № 295 (пожарные посты в посёлке санатория «Озеро Белое» и селе Пышлицы).
Деревня электрифицирована, но не газифицирована. Центральное водоснабжение отсутствует, потребность в пресной воде обеспечивается общественными и частными колодцами.
Для захоронения умерших жители деревни, как правило, используют кладбище, расположенное около деревни Погостище. До середины XX века рядом с кладбищем находилась Казанская церковь, в состав прихода которой входила деревня Ново-Черкасово.

## Транспорт и связь

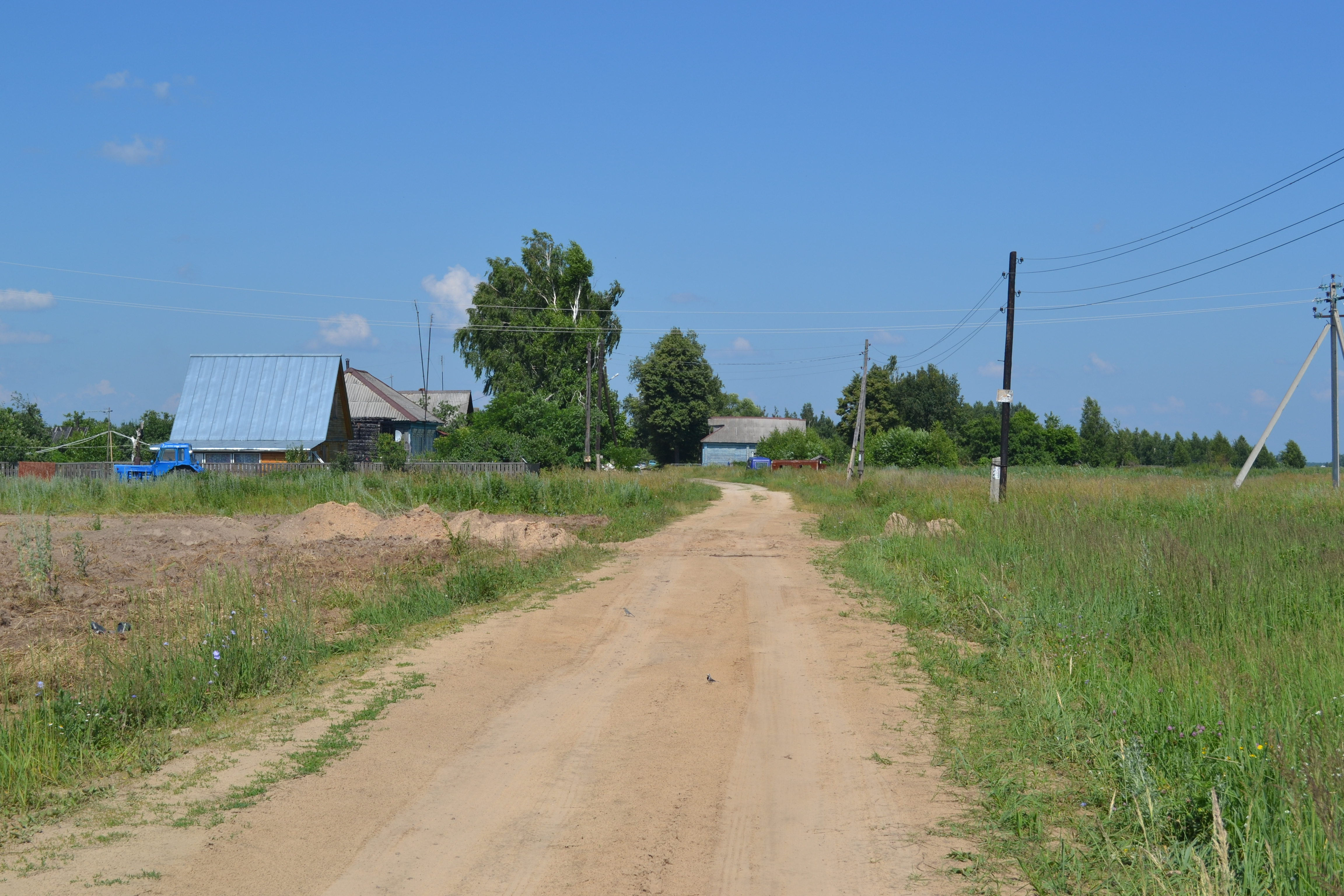
Въезд в деревню

В 2 км к западу от деревни проходит асфальтированная автомобильная дорога общего пользования Дубасово-Пятница-Пестовская, на которой имеется остановочный пункт маршрутных автобусов «Лека». В деревне Старо-Черкасово имеется остановочный пункт «Черкасово».
От остановки «Лека» ходят автобусы до города Шатуры и станции Кривандино (маршрут № 27), а также до города Москвы (маршрут № 327, «Перхурово — Москва (м. Выхино)»), от остановки «Черкасово» — до села Дмитровский Погост и деревни Гришакино (маршрут № 40). Ближайшая железнодорожная станция Кривандино Казанского направления находится в 50 км по автомобильной дороге.
В деревне доступна сотовая связь (2G и 3G), обеспечиваемая операторами «Билайн», «МегаФон» и «МТС».
Ближайшее отделение почтовой связи, обслуживающее жителей деревни, находится в селе Пышлицы.

## Известные уроженцы и жители
- Мелхиседек (Лебедев) — епископ Русской православной церкви на покое; родился в деревне.